# Alberta (namn)
Alberta är ett tyskt kvinnonamn som är sammansatt av ord som betyder ädel och ljus. Den maskulina varianten är Albert.
Den 31 december 2017 fanns det totalt 70 kvinnor folkbokförda i Sverige med namnet Alberta, varav 30 bar det som tilltalsnamn.
Namnsdag i Sverige: saknas

Namnsdag i Finland (finlandssvenska namnlängden): saknas

## Personer med namnet Alberta
- Alberta Hunter, amerikansk sångerska och låtskrivare
- Alberta Williams King, mor till Martin Luther King Jr.